# Wahl zum SPÖ-Parteivorsitz 2023

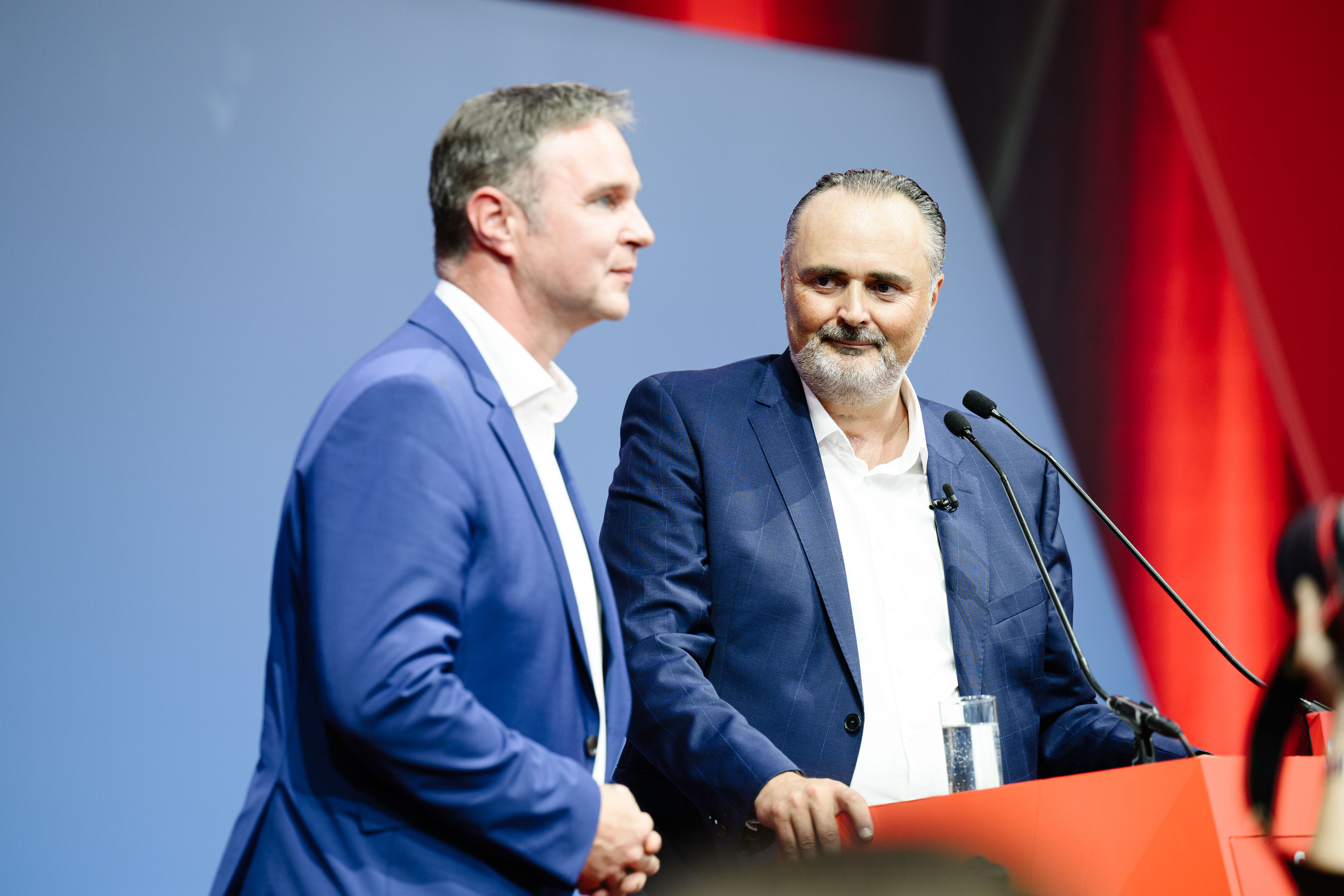
Andreas Babler und Hans Peter Doskozil auf dem außerordentlichen Parteitag am 3. Juni 2023

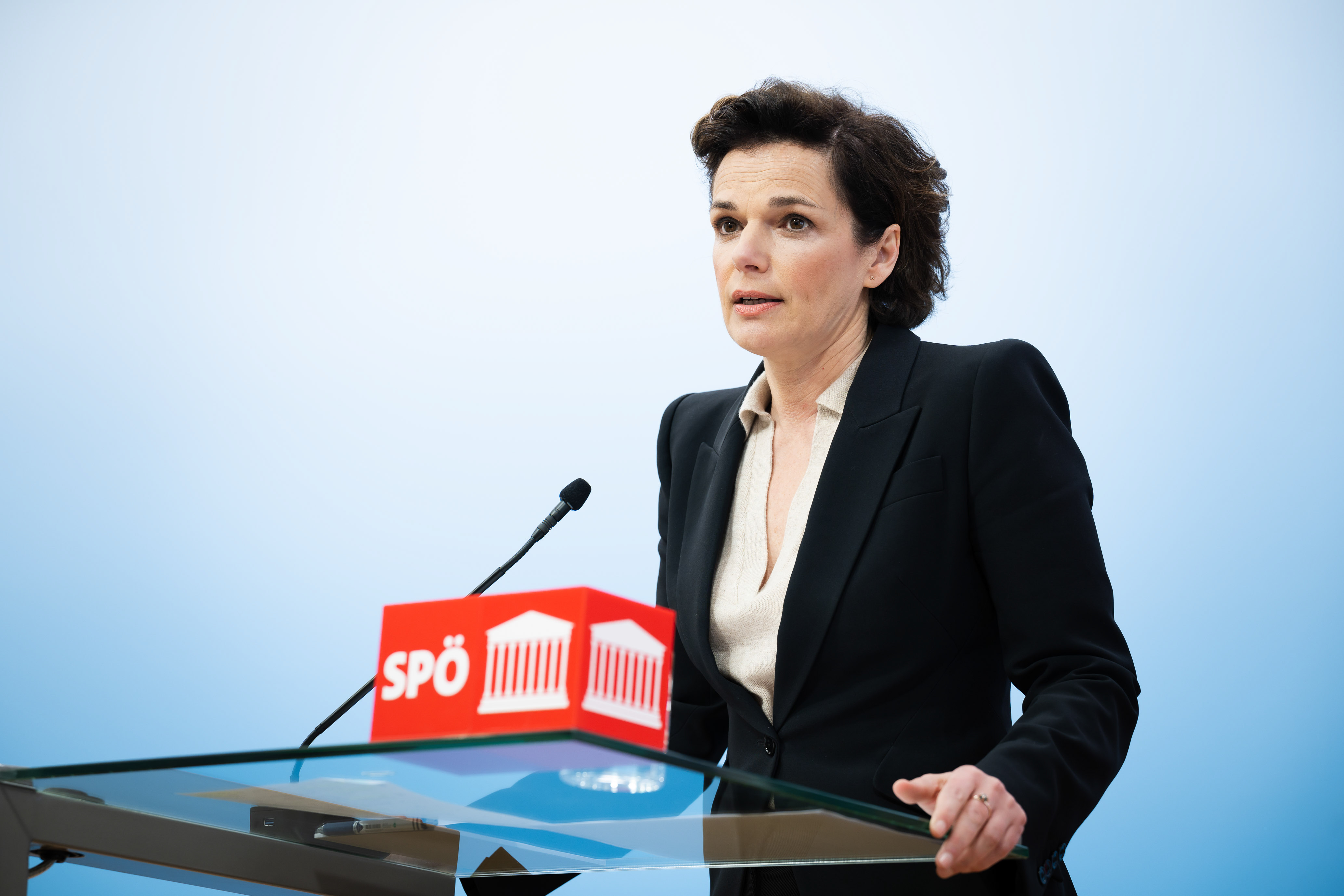
Die amtierende SPÖ-Vorsitzende Pamela Rendi-Wagner (hier im März 2023) unterlag beiden Herausforderern bei der Mitgliederbefragung

Die Wahl zum SPÖ-Parteivorsitz 2023 wurde wegen des zunehmenden Richtungsstreits und einer Führungsdebatte innerhalb der Sozialdemokratischen Partei Österreichs (SPÖ) nach schweren Verlusten bei der Landtagswahl in Kärnten 2023 abgehalten. Am 15. März 2023 beschloss der SPÖ-Vorstand zur Klärung der Führungsfrage die Durchführung einer Mitgliederbefragung, an der sich alle Parteimitglieder beteiligen konnten.
Zunächst war die Mitgliederbefragung als ‚Duell‘ zwischen der amtierenden Parteivorsitzenden Pamela Rendi-Wagner und ihrem schärfsten Kritiker und Rivalen, dem burgenländischen Landeshauptmann Hans Peter Doskozil, vorgesehen. Aber schließlich wurden auch andere Bewerbungen zugelassen und gingen zahlreich ein. Von diesen erreichte nur Andreas Babler, Bürgermeister von Traiskirchen und Bundesrat, genug Unterstützung zur Aufnahme als dritter Kandidat für den Parteivorsitz. Als Zeitraum wurde der 24. April bis 10. Mai 2023 festgelegt. Bei der Befragung erzielte jeder der drei Bewerber rund ein Drittel der Stimmen. Doskozil wurde Erster, Rendi-Wagner knapp Dritte hinter Babler. Daraufhin legte sie den Parteivorsitz zurück.
Die endgültige Entscheidung über den Vorsitz der Partei brachte ein Sonderparteitag am 3. Juni 2023 mit einer Kampfabstimmung zwischen Doskozil und Babler. Diese entschied Babler für sich, wobei zuerst die Stimmen falsch zugeordnet wurden und daher Doskozil zum Sieger erklärt wurde. Dies führte zu einer in vielen Medien festgestellten schweren Blamage für die SPÖ.

## Vorgeschichte
Als Rendi-Wagner im September 2018 nach dem Rücktritt von Ex-Kanzler Christian Kern die Parteiführung übernommen hatte, galt Doskozil von Anfang an als Skeptiker. Zunächst schien Rendi-Wagner ungefährdet und erhielt bei der Wahl 97,8 % der Delegiertenstimmen, während der in Umfragen beliebte Doskozil mit 82,3 % das schwächste Ergebnis der gewählten Stellvertreter aufwies. Dennoch trat Doskozil bald als öffentlicher Kritiker auf. Dies verschärfte sich nach dem schlechten Abschneiden der SPÖ mit neuem historischen Tiefststand bei der Nationalratswahl in Österreich 2019. Auch Babler kritisierte Rendi-Wagner und nannte die Performance der SPÖ „desaströs“. Im Mai 2020 stellte Rendi-Wagner die Vertrauensfrage per Mitgliederbefragung an die Parteimitglieder und wurde dabei mit 71,4 % der Stimmen bestätigt. Zum SPÖ-Parteitag im Juni 2021 stellte sich Rendi-Wagner der Wiederwahl und gab den Prozentsatz der Mitgliederbefragung als Latte vor; die unter den Delegierten erreichten 75,3 % wurden aber trotzdem gemeinhin als historische Schlappe eingestuft. Im Juli 2021 trafen sich Rendi-Wagner und Doskozil auf Initiative des Kärntner Landeshauptmannes Peter Kaiser in Kärnten zu einem „Versöhnungsgespräch“. Doch die Situation änderte sich nicht grundlegend. Im November 2022 veröffentlichte die SPÖ Burgenland eine von ihr beauftragte Umfrage, nach der Doskozil als SPÖ-Kanzlerkandidat besser abschneiden würde als Rendi-Wagner.
Bei der Landtagswahl in Niederösterreich 2023 am 29. Jänner 2023 fiel die SPÖ wiederum auf ihr historisch schlechtestes Ergebnis von unter 21 %. Doskozil stellte fest, dass mit der derzeitigen Führung die SPÖ nicht ihr volles Wählerpotenzial ausschöpfe. Rendi-Wagner sah sich vermehrt Vorwürfen auch von anderen Seiten als dem Doskozil-Lager ausgesetzt. Beispielsweise kritisierten der ehemalige steirische Landtagspräsident Kurt Flecker (der Doskozil als Parteivorsitzenden infolge von dessen fortwährenden Attacken als ein „No-Go“ bezeichnete) und die Journalistin Eva Linsinger Rendi-Wagner unter anderem dafür, dass ihre Rhetorik-Ausbildungen ihr die Fähigkeit zu authentischer und empathischer Sprechweise genommen hätten. Bei der Landtagswahl in Kärnten 2023 am 5. März 2023 blieb die SPÖ mit knapp 39 % zwar klar stärkste Kraft in diesem Bundesland, verlor aber 9 % gegenüber der Landtagswahl 2018.

## Auftakt zur Mitgliederbefragung
Am 14. März 2023 eskalierte Doskozil den Konflikt und erklärte offiziell, Bundesvorsitzender der SPÖ werden zu wollen. Dazu wünschte er einen verbindlichen Mitgliederentscheid unter den Parteimitgliedern. Der Bundesvorstand beschloss stattdessen am 15. März 2023, den Machtkampf mit einer formal nicht verbindlichen Mitgliederbefragung zu entscheiden. Beide Kontrahenten kündigten an, das Votum zu akzeptieren, also als unterlegener Kandidat nicht weiter den Parteivorsitz anzustreben. Ursprünglich war die Mitgliederbefragung daher als Duell angelegt, wollte man in der Partei doch eine allfällige Stichwahl und damit eine noch länger andauernde Führungskrise vermeiden. Aber der Wiener Bezirksfunktionär Nikolaus Kowall kündigte am 21. März 2023 an, sich ebenfalls um den Parteivorsitz bewerben zu wollen („Es findet sich niemand der es machen möchte, also mache ich es selbst.“), was zu einer neuen Dynamik führte: Die Partei öffnete das Rennen um den Vorsitz für alle Parteimitglieder, die sich bis 24. März, 23:59 bewarben. In Folge verzeichnete die SPÖ in den kommenden drei Tagen etwa 9000 neue Mitglieder und eine Flut von Bewerbungen. Kowall selbst zog seine Kandidatur jedoch zwei Tage später wieder zurück, als Babler ebenfalls seine Kandidatur verkündete. Er galt als Vertreter des linken Flügels und ernstzunehmender Herausforderer von Rendi-Wagner und Doskozil. Die Junge Generation Wien rief am Abend des 24. März 2023 für Kurzentschlossene eine Werbeaktion vor der Parteizentrale ins Leben.
Insgesamt gingen 73 Bewerbungen ein, davon 4 von Frauen. Allerdings waren dies zum Teil Spaßkandidaturen, auch von Nichtmitgliedern. Wie wenige Tage später bekannt wurde, war einer der Bewerber eine vom Krone-Journalisten Michael Pommer angemeldete Giraffe aus dem Tiergarten Schönbrunn – unter dem Namen Camelo Pardalis, nach der lateinischen Bezeichnung sowie dem Artzusatz im wissenschaftlichen Namen Giraffa camelopardalis. Für ihre Publicity nutzten auch der Rechtspopulist Gerald Grosz und der Rechtsextremist Martin Sellner die Befragung durch Verkündung ihrer SPÖ-Aufnahmeanträge samt Kandidaturen, doch wurden beide von der SPÖ umgehend abgewiesen. Aufgrund der Vielzahl an Bewerbungen arbeitete die SPÖ-Führung an nachträglichen Hürden, um die Zahl der in die Befragung aufgenommenen Kandidaten zu begrenzen. Der Tiroler Landeshauptmannstellvertreter Georg Dornauer warnte: „Die SPÖ darf sich nicht in den Eindruck der Lächerlichkeit manövrieren. Wir müssen jetzt retten, was zu retten ist.“
Am 27. März 2023 beschloss der SPÖ-Vorstand als wesentlichste Zusatzvoraussetzung die Abgabe von 30 Unterstützungserklärungen, neben einem Lebenslauf, einem Strafregisterauszug und einem Motivationsschreiben. Die Scherzkandidatur der Giraffe war zu diesem Zeitpunkt noch nicht erkannt und ausgemustert wurden. Bundesgeschäftsführer Christian Deutsch antwortete auf Anfrage der Gratiszeitung heute zu Camelo Pardalis laut der Zeitung: „Wir werden auch an diese Mail-Adresse den Fragebogen senden. Es handelt sich hierbei um ein Parteimitglied, dass [sic] sich mit einer Mailadresse und einer Telefonnummer angemeldet hat.“
Babler bekam nach Angaben einer Sprecherin mehr als 2000 Unterstützungserklärungen, die mit Abstand die höchste Zahl. Hans Peter Doskozil erreichte 440 Unterstützungserklärungen, großteils von Funktionären aus seinem Bundesland. Pamela Rendi-Wagner reichte 100 Unterstützungserklärungen von Frauen aus unterschiedlichen Teilbereichen der Sozialdemokratie ein. Am 11. April 2023 verkündete die Wahlkommission, dass nur Rendi-Wagner, Doskozil und Babler in dieser Reihung als Kandidaten bei der Befragung teilnahmen und dass etwa 148.000 SPÖ-Mitglieder stimmberechtigt waren. Neben den drei Kandidaten konnte die Option „Keine*n der genannten Bewerber*innen“ gewählt werden. Der burgenländische Unternehmer Berthold Felber hatte nach eigenen Angaben 32 Unterstützungserklärungen erhalten und somit die Bedingung erfüllt. Erst aus dem Fernsehen habe er erfahren, dass nicht alle Unterzeichner SPÖ-Mitglieder gewesen seien, was für ihn nicht überprüfbar sei. Daher kündigte er eine Klage gegen die Mitgliederbefragung an.
Da Rendi-Wagner und Doskozil jeweils erklärten, nur bei Platz 1 in der Befragung noch weiter um den Vorsitz zu kandidieren, Babler aber jedenfalls eine Stichwahl wollte, waren die Voraussetzungen verschieden und die weitere Prozedur unklar. Der Politologe Laurenz Ennser-Jedenastik bezeichnete den Modus der Befragung als „vermurkst“.
Die Mitgliederbefragung fand zwischen 24. April und 10. Mai 2023 statt. Eine Teilnahme war per Briefwahl oder Online-Abstimmung möglich. Der Beginn lag auf dem Tag nach der Landtagswahl in Salzburg am 23. April 2023, bei der die SPÖ gut 2 % und ein Mandat verlor und ihren neuen historischen Tiefststand auch in diesem Bundesland einnahm.
Am 11. Mai 2023 kam es dann zu einem Wechsel an der Spitze der Kommission: Deren Leiter Harry Kopietz, dem das Doskozil-Lager wegen seiner Positionierung für Rendi-Wagner mangelnde Neutralität vorwarf und den es daher als untragbar bezeichnete, zog sich offiziell aus gesundheitlichen Gründen zurück. Seine bisherige Stellvertreterin Michaela Grubesa, die mit Doskozil sympathisierte, übernahm die Leitung. Am 14. Mai 2023 wurde ein Konflikt von Grubesa mit Bundesgeschäftsführer Christian Deutsch bekannt, da die Wahlkommission eine externe Überprüfung der Ergebnisse der Befragung beschlossen hatte.

## Übersicht: Kandidaten und ihre Unterstützer

### Pamela Rendi-Wagner
Die Amtsinhaberin hatte vor allem innerhalb der SPÖ Frauen einen starken Rückhalt. Zu ihren Unterstützerinnen zählten die Zweite Nationalratspräsidentin Doris Bures, Arbeiterkammer-Präsidentin Renate Anderl, Frauenvorsitzende Eva-Maria Holzleitner, die Vorarlberger Landesvorsitzende Gabriele Sprickler-Falschlunger, Ex-Siemens-Chefin und -Staatssekretärin Brigitte Ederer, die früheren Ministerinnen Hilde Hawlicek und Maria Berger sowie die stellvertretende Bundesparteivorsitzende Selma Yildirim.
Großes Gewicht hatte die Unterstützung durch die Führungsriege der SPÖ Wien rund um Bürgermeister Michael Ludwig und Ex-Bürgermeister Michael Häupl, inklusive Vizebürgermeisterin Kathrin Gaál und Stadtrat Peter Hacker. Auch Medienmanager und SPÖ-Mitglied Gerhard Zeiler unterstützte sie. Bablers Positionen seien unrealistisch, Doskozils Programm zu populistisch.
In einem gemeinsamen Brief sprachen sich zudem Franz Vranitzky, Viktor Klima, Alfred Gusenbauer und Werner Faymann – somit sämtliche früheren früheren SPÖ-Vorsitzenden und Bundeskanzler mit Ausnahme ihres Vorgängers Christian Kern – für Rendi-Wagner an der Parteispitze aus. Auch der ehemalige Minister Harald Ettl und der Europapolitiker Hannes Swoboda unterstützten sie. Kurz nach dem Start der Mitgliederbefragung erklärte auch der vormalige Bundespräsident Heinz Fischer seine Unterstützung für Rendi-Wagner. Er konnte jedoch nicht aktiv für sie abstimmen, da er mit Antritt seines Präsidentenamtes seine SPÖ-Mitgliedschaft ruhend gestellt hatte, um neutraler Präsident für alle Österreicher zu sein, und sie bis dahin nicht wieder aktiv aufgenommen hatte.
Im Gegensatz zum burgenländischen Landeshauptmann kam für Rendi-Wagner eine Koalition mit der Freiheitlichen Partei und ihrer „hetzerischen und menschenverachtenden“ Politik per se nicht infrage. Der „spaltenden“ Politik müsste man sich entgegenstellen, statt die rechte Ideologie nachzuahmen.

### Hans Peter Doskozil
Ein prominenter Unterstützer Doskozils war Rendi-Wagners Amtsvorgänger Christian Kern, der sich somit als einziger vormaliger SPÖ-Chef und Bundeskanzler gegen sie stellte. Rendi-Wagner warf ihrem früheren Förderer daraufhin „Charakterlosigkeit“ vor.
Unter den Unterstützern von Doskozil fanden sich außerdem der frühere Innenminister Karl Schlögl, Doskozils Vorgänger Hans Niessl sowie die niederösterreichischen Nationalratsabgeordneten Petra Tanzler und Melanie Erasim. Ebenfalls dabei waren mehrere Bürgermeister bedeutender Gemeinden, etwa Klaus Luger (Linz), Kurt Wallner (Leoben) und Karin Baier (Schwechat) sowie der frühere Vorsitzende der Arbeiterkammer Oberösterreich, Johann Kalliauer. Dazu kam praktisch die gesamte Prominenz der burgenländischen Landesorganisation. Zu seinen Unterstützern gehörten ebenso die beiden burgenländischen SPÖ-Nationalratsabgeordneten sowie Ex-Bundesgeschäftsführer Max Lercher, der für Doskozil führend eine Bundesländer-Tour organisierte. Unterstützerin Tanzler machte auf sich aufmerksam, indem sie einer Veranstaltung des Parlaments, bei welcher der ukrainische Präsident Wolodymyr Selenskyj wegen des Russischen Überfalls eine Rede hielt, demonstrativ fernblieb und im Falter schwere Anschuldigungen gegen den Präsidenten der Ukraine erhob.
Doskozil trat für einen gesetzlichen Mindestlohn ein. Doch wollte er auf die Gewerkschaft, die für die Kollektivvertragsverhandlungen zuständig ist, zugehen. Im ORF-Interview sprach sich Doskozil für eine „Koalition abseits der ÖVP“ aus. Eine Zusammenarbeit mit Parteichef Herbert Kickl lehnte er zwar ab, er wollte sich aber eine rot-blaue Koalition, also eine österreichische Bundesregierung mit der rechtspopulistischen FPÖ, als Option offen halten. Als erstrebenswert für den Bund sah Doskozil eine Dreierkoalition mit Grünen und NEOS an.

### Andreas Babler
Zu Bablers Lager gehörten insbesondere SPÖ-Mitglieder, die sich eine „unbeschädigte Alternative“ zu den bisherigen beiden Streitparteien wünschten. Eine Koalition mit den rechten Freiheitlichen schloss Babler strikt aus, auch mit der Volkspartei wollte er keine Koalition eingehen. Er sprach sich klar für eine Regierungszusammenarbeit mit NEOS und Grünen aus. Oberösterreichs Landtagsabgeordneter Erich Wahl unterstützte den SPÖ-Bundesrat genauso wie Thomas Punkenhofer, der Ortschef von Mauthausen. Babler sah sich als „Kandidat der Basis“ gegen das vorherrschende „Partei-Establishment“.
Mit Ex-Finanzminister Ferdinand Lacina unterstützte auch der ehemalige Kabinettschef von Bruno Kreisky die Kandidatur von Babler, da Doskozil die Partei gespalten und sich wie Rendi-Wagner beschädigt habe. Lacina imponierte, dass Babler in einer Stadt, die mit einem überfüllten Flüchtlingszentrum kein einfaches Schicksal hat, Wahlen für die SPÖ gewann.
Mit der Sozialistischen Jugend rund um den SJ-Vorsitzenden Paul Stich unterstützte die größte linke Jugendorganisation Österreichs die Kandidatur von Babler, ebenso der VSStÖ sprach. Mit Markus Marterbauer, dem Ökonom der Arbeiterkammer, oder Alkbottle-Gründer Roman Gregory stellten sich weitere prominentere Persönlichkeiten auf die Seite des SPÖ-Bundesrats. Auch die ehemalige SJ-Vorsitzende und SPÖ-Umweltsprecherin Julia Herr aus dem Burgenland unterstützte den Bürgermeister von Traiskirchen, ebenso der Bürgermeister von Bregenz, Michael Ritsch, und die frühere oberösterreichische Vorsitzende Birgit Gerstorfer. Die SPÖ-nahe Politikwissenschafterin Natascha Strobl orchestrierte Bablers internen Wahlkampf; sie war Vorsitzende des Vereins „Machen wir was“ über welchen die Kandidatur verwaltet wurde.

## Ergebnis der Mitgliederbefragung
Am 22. Mai 2023 gab die Vorsitzende der Wahlkommission kurz nach 17.00 Uhr bekannt, dass Hans Peter Doskozil mit 33,68 % den ersten Platz erreicht hatte. Der zweite Platz entfiel auf Andreas Babler mit 31,51 %, den dritten Platz belegte sehr knapp dahinter Pamela Rendi-Wagner mit 31,35 %. Von den 107.133 abgegebenen Stimmen lehnten 3,46 % alle drei Kandidaten ab. 181 Stimmen waren ungültig. Es waren 147.993 Parteimitglieder wahlberechtigt, die Abstimmungsbeteiligung betrug 72,4 %.
| Kandidat                               | gültige Stimmen | Anteil  |
| -------------------------------------- | --------------- | ------- |
| Hans Peter Doskozil                    | 36.019          | 33,68 % |
| Andreas Babler                         | 33.703          | 31,51 % |
| Pamela Rendi-Wagner                    | 33.528          | 31,35 % |
| „Keine*n der genannten Bewerber*innen“ | 3.702           | 3,46 %  |

Nach der Entscheidung kündigte Rendi-Wagner an, sich aus der Politik zurückzuziehen. Babler, der in der Vergangenheit Rendi-Wagner selbst kritisiert hatte, nannte ihre „Demontage“ „brutal“, „skandalös“ und einen „Angriff auf die Frauen in der SPÖ“. Er selbst sei daran nicht aktiv beteiligt gewesen, sondern habe kandidiert, weil es jetzt möglich war.
Babler schlug eine breite Stichwahl durch die Parteimitglieder vor, um diese weiter einzubinden. Sein Vorschlag wurde im Parteivorstand knapp mit 22:25 abgelehnt, womit es am Parteitag am 3. Juni in Linz zu einer Kampfabstimmung kam. Im Nachgang des Bundesparteitags gab es wegen zerschnittener und damit möglicherweise ungütiger Stimmzettel Diskussion über die Legitimität der Ergebnisse.
Bei ihrer letzten Rede im Nationalrat am 1. Juni 2024 äußerte sich Rendi-Wagner indirekt zum parteiinternen Führungskonflikt: „Es braucht ein neues Verständnis von politischer Führungsstärke, das sich nicht nur in der Bewunderung männlicher Machtrituale erschöpft.“

## Ergebnis des Bundesparteitags
Nach dem knappen Ergebnis der drei Kandidaturen bei der Mitgliederbefragung und hitzigen Gremiensitzungen entschied sich die Führung der SPÖ, beim ursprünglichen Plan zu bleiben und über den Vorsitz bei einem außerordentlichen Parteitag am 3. Juni 2023 zu entscheiden. Als Kandidaten traten Doskozil und Babler an. Der nicht zur Mitgliederbefragung zugelassene Unternehmer Berthold Felber kündigte an, ebenfalls zur Wahl zu stehen, nachdem die SPÖ ihm mitgeteilt hatte, dass es „allen Delegierten“ freistehe, „einen der Kandidaten auf dem von der Wahlkommission eingebrachten Wahlvorschlag zu wählen oder sich für die von [Felber] eingebrachte Bewerbung zu entscheiden“. Im August 2023 reichte Felber eine Klage ein.
| Kandidat            | gültige Stimmen | Anteil  |
| ------------------- | --------------- | ------- |
| Hans Peter Doskozil | 280             | 46,51 % |
| Andreas Babler      | 317             | 52,66 % |

## Falsche Auszählung und Korrektur
Als Abstimmungsergebnis der Wahl zum Bundesparteivorsitz beim außerordentlichen Bundesparteitag wurde zunächst bekanntgegeben, dass Hans Peter Doskozil 316 und Andreas Babler 279 Stimmen erzielt habe. Bei diesem Ergebnis fiel jedoch eine fehlende Stimme gegenüber der angegebenen Gesamtzahl von 596 Stimmen auf. Die fehlende Stimme wurde mehrfach vom ORF-Journalisten Martin Thür thematisiert, etwa auf dessen Twitter-Account. Auf der Suche nach dieser verlorenen Stimme begab sich die Leiterin der Wahlkommission, Michaela Grubesa, am 5. Juni 2023 in die SPÖ-Zentrale. Dabei entdeckte sie, dass die Stimmen von Babler und Doskozil wohl beim Eintragen in eine Excel-Tabelle vertauscht worden waren und Andreas Babler die Abstimmung mit 317 Stimmen (52,66 Prozent) gegen Hans Peter Doskozil mit 280 Stimmen (46,51 Prozent) gewonnen hatte. Abgesehen von der Vertauschung, war je eine Stimme für jeden der beiden Kandidaten bei der Übertragung in die Datei verloren gegangen. Die sich solcherart ergebende Summe von 595 Stimmen wurde wiederum falsch in die PowerPoint-Folie übertragen, die den vermeintlichen Sieg von Doskozil anzeigte. Die in Summe fehlende Stimme wurde von der Wahlkommission sogar protokolliert, aber wegen Zeitdrucks und aufgrund der scheinbar für das Ergebnis fehlenden Relevanz entschloss die Kommission sich, auf eine Neuauszählung zu verzichten.
Grubesa trat daraufhin als Leiterin der Wahlkommission zurück. Das Ergebnis wurde am 6. Juni von der neuen Leiterin der Wahlkommission offiziell bestätigt.
In vielen österreichischen und internationalen Medien wurde die Panne bei der Auszählung mit schwerer Kritik als Blamage kommentiert. Die Partei habe sich zum Gespött gemacht. Doskozil kommentierte es als einen „Tiefpunkt für die österreichische Sozialdemokratie“. Die Neue Zürcher Zeitung fragte: „Wie schlecht steht es um Österreichs politische Kultur, wenn die traditionsreichste Partei des Landes nicht einmal in der Lage ist, ihren Vorsitzenden in einem geordneten Prozedere zu wählen?“ Die SPÖ hätte kaum mehr Spott geerntet, wenn sie „die Giraffe aus dem Zoo Schönbrunn“ gewählt hätte.